# Själ
Själ eller psyke är de mentala förmågorna hos en levande varelse: förnuft, karaktär, känsla, medvetande, minne, perception, tänkande et cetera.

## Själsbegreppet ifilosofin
I antiken talade man om två typer av själar. Dels räknade man med att alla levande varelser hade själar. Men människan hade också en särskild själ, en förnuftig själ, (psyché logiké).
René Descartes utvecklade en dualistisk hållning, där han menade att människan dels hade en materiell kropp, dels en andlig själ. De två stod i förbindelse med varandra via tallkottkörteln.
I modern materialism räknar man själen endast som ett uttryck för processer i nervsystemet. Ett sådant synsätt kallas även reduktionism, eftersom det reducerar människan till endast materia.

## Själsbegreppet ipsykologin
Psykologin är den vetenskapliga läran om själen, vilket också ordet psykologi betyder. Inom psykologin använder man dock sällan det svenska ordet själ, utan föredrar det grekiska lånordet psyke. Eftersom psykologins studieobjekt är just själen, hänvisas här till artikeln psykologi.

## Själsbegreppet i religionerna
I de flesta religioner räknar man med en eller flera själar hos människa och/eller djur. De ses som regel som självständiga från materien. I de flesta religioner tänker man sig att själen tillfälligt eller för alltid kan lämna kroppen.

### Kristendomen
Inom kristen tro kommer själen till vid människans tillblivelse. Därefter är den dock evig. Vid kroppens död överlever själen. Om människan tror på Jesus, går själen till paradiset, i annat fall till dödsriket. På yttersta dagen skall Jesus enligt kristen tro återvända och uppväcka alla döda. Själen kommer då att förenas med en ny kropp av andligt material, vilken är himmelsk och lik änglarnas. De som tror på Jesus kommer sedan, att få leva med honom i himmelen, medan de andra kommer till helvetet eller den eviga döden. När man ibland talar om att "själen måste bli frälst", är detta mycket svårbegripligt då kristen tro har en mer komplex bild av vad människan består av samt att frälsning är en övernaturlig inre förvandling som är beroende av Jesus.
Ibland använder kristna, muslimer, judar och bahá'íer en tredelad människosyn, bestående av ande, själ och kropp. Om människan liknas vid en ficklampa är materialet lampan är uppbyggd av – plast, metaller, glas – kroppen. Energin i batterierna vid anden och ficklampans ljus är själen.

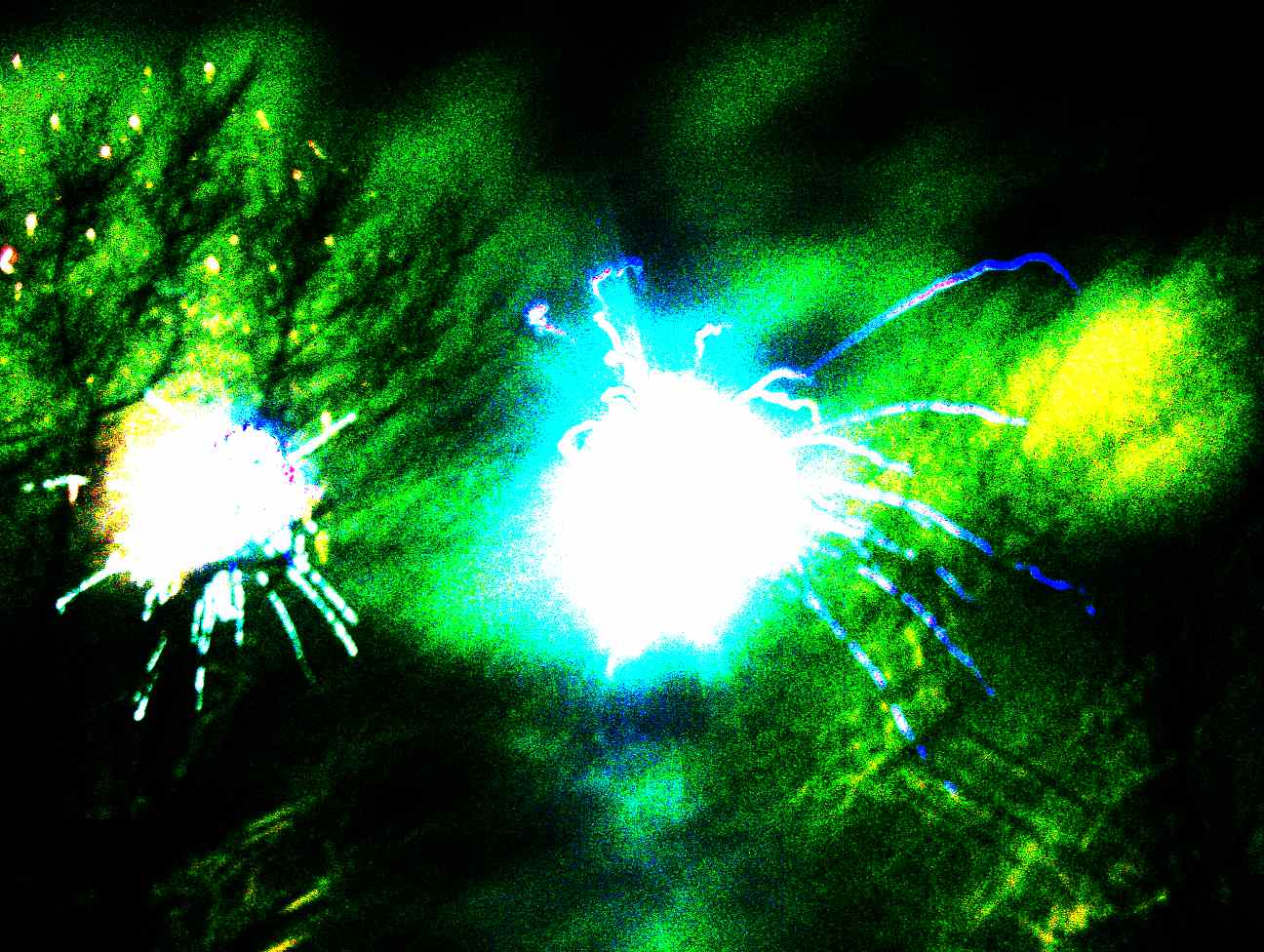
Många föreställer sig själen som rent ljus.

### Bahá'í
Varje själ är skapad av Gud och existerar redan före födseln, då i himlen, där den väntar på att bli inkarnerad till en ny kropp på jorden. Själen, som hör hemma i den andliga, osynliga och dimensionslösa verkligheten (där storheter som tid, längd, bredd, höjd, massa m.m. inte finns) och inte i den materiella, förstörs inte vid kroppens död. Människans kropp däremot, dör och förstörs för alltid. Inom bahá'í-tron antas inte att själen är gömd någonstans i kroppen. Man säger i stället att den är förbunden med kroppen under människans jordeliv på samma sätt som ljuset reflekteras i en spegel. Skulle spegeln förstöras, så fortsätter ändå ljuset att lysa. När själens band till kroppen upphört kommer den att fortsätta utvecklas och närma sig den yttersta, icke materiella, gudomliga verkligheten.
Människan "tar sats" under sin tid på jorden genom att arbeta för att utveckla sin kärlek till Gud och till andra människor, djur, natur och allt som är Guds skapelse. På så sätt förbereder hon sig för livet efter detta – som inte levs i någon himmel, utan är ett själens tillstånd i förhållande till Gud, utanför rummet och tiden. Själen kan göra framsteg även efter att banden har kapats till den materiella världen, och det är tillåtet och fruktbart att be för människor som gått bort.
I bahá'í-litteraturen, som är översatt från persiska och arabiska till engelska, svenska och andra västerländska språk, används ofta de två begreppen själ och ande om vartannat, men på religionsgrundaren Bahá'u'lláhs modersmål, persiska, heter själ och ande samma sak: ruh.

### Hinduism
Människans själ kallas i hinduismen för atman, ett sanskrit-ord som betyder "andedräkt", "liv", "själ" eller "självet", "jaget" och betecknar den del av en levande varelse som fortbestår efter döden. Vid döden frigör den sig från kroppen, för att sedan återfödas i en ny existens - ett djur, en människa, eller något annat levande väsen. Målet är att bryta återfödelsens kretslopp. I vissa grenar av hinduismen söker man nå moksha, vilket innebär atmans befrielse och uppgående i världssjälen, brahman.
Begreppet "atman" är inte identiskt med ordet "själ" som det används i västerländska religioner. Om de västerländska religionerna gör en indelning i själ, ande och kropp, så är atman närmast besläktad med anden eller "livskraften". Jivan, den eviga levande varelsen, själen, är i sig odelbar och oförstörbar i sin egenhet, dör aldrig och föds aldrig. I Veda beskrivs den andliga, individuella själens storlek som "en tiotusendedel av yttersta spetsen av ett hårstrå". 
En förklaring är begrepp som.
Paramatma, Översjälen i hjärtat.
Jivatma den individuella delaspekten av paramatma.

### Antika Grekland
De antika grekerna syftade på att jaget och själen var atomo och att den fanns i hjärtat.
Likheter mellan gekiskans atomo "individ/person" och hinduismens atma kan skönjas.
Platon menade, i likhet med hinduistiska metafysiska föreställningar, att själen reinkarneras och att formen och platsen för dess återfödelse beror på dess handlingar i det nuvarande livet. Själens odelbara natur i det antika Grekland inspirerade västerländska forskares benämning på den opersonliga moderna atomen, som en odelbar grundläggande beståndsdel i universum.

### Buddhism
Buddhismen förenas med hinduismen i tron på kretsloppet (samsara) av födelse, död, återfödelse, död, återfödelse... och i uppfattningen att detta är något mycket negativt som har sin grund i karmalagen. Medan hinduismen med återfödelse avser själavandring är innebörden betydligt mer svårbegriplig beträffande buddhismen. Buddhisten tror inte att ett bestämt, oföränderligt andligt väsen – atman som är sanskrit för "andedräkt", "liv", "själ" eller "självet", "jaget" – tar sin boning i en ny kropp efter den gamla kroppens död. De brukar likna denna förändringsprocessen vid en eldstunga som sprider sig från gren till gren i en hög med ris. Det går inte att hävda att den låga som hoppat från en gren till en annan är samma låga när den brinner i den nya grenen – lågan förändras hela tiden och det är på samma sätt då man förklarar att det inte är samma jag som återföds. Det är med andra ord svårt att sätta ett namn på vad som återföds – "livsenergier" är kanske det begrepp som stämmer bäst med förklaringen till återfödelsen, nämligen att trots att livet präglas av otillfredsställelse jagar vi i vår villfarelse efter tillfredsställelse driven av ett begär som utvecklas till en livshunger som tvingar fram återfödelsen.
Buddhismen brukar beskrivas som läran om anatma (eller anatta), som helt enkelt betyder "icke-atman". Som vi här ovan har nämnt kan det uråldriga sanskrit-ordet atman översättas i flera olika betydelser, och ingen av dem är identiskt med själsbegreppet i kristendomen och de andra monoteistiska religionerna. Det är därför en grov förenkling att säga att buddhismen förnekar existensen av en själ. Den buddhistiska filosofin förnekar att det skulle förekomma ett beständigt "jag" och pekar ut jaget som orsaken till de villfarelser som bland annat binder oss vid samsara, kretsloppet. Den buddhistiska religionen tar avstånd från att den buddhistiskt-hinduistiska "jaget-själen" eller "livskraften" skulle återfödas och säger ingenting om den själ som kristna, muslimer, judar och bahá'íer tror på.